# Leichtathletik-Weltmeisterschaften 2013/Teilnehmer (Aserbaidschan)
| Gelbes Symbol für Goldmedaillen mit stilisierten Olympischen Ringen | Graues Symbol für Silbermedaillen mit stilisierten Olympischen Ringen | Braundes Symbol für Bronzemedaillen mit stilisierten Olympischen Ringen |
| ------------------------------------------------------------------- | --------------------------------------------------------------------- | ----------------------------------------------------------------------- |
| —                                                                   | —                                                                     | —                                                                       |

Der Leichtathletik-Verband Aserbaidschans stellte zwei Teilnehmer bei den Leichtathletik-Weltmeisterschaften 2013 in der russischen Hauptstadt Moskau.

## Ergebnisse

### Männer

#### Laufdisziplinen
| Athlet         | Disziplin | Vorlauf | Vorlauf | Halbfinale | Halbfinale | Finale    | Finale |
| Athlet         | Disziplin | Zeit    | Platz   | Zeit       | Platz      | Zeit      | Platz  |
| -------------- | --------- | ------- | ------- | ---------- | ---------- | --------- | ------ |
| Tilahun Aliyev | Marathon  |         |         |            |            | 2:23:32 h | 38     |

#### Sprung/Wurf
| Athlet          | Disziplin  | Qualifikation | Qualifikation | Finale             | Finale             |
| Athlet          | Disziplin  | Weite         | Platz         | Weite              | Platz              |
| --------------- | ---------- | ------------- | ------------- | ------------------ | ------------------ |
| Dzmitry Marshin | Hammerwurf | 72,43 m       | 20            | nicht qualifiziert | nicht qualifiziert |